# イバン・デヘスース・ジュニア
- イバン・デヘスス・ジュニア

イバン・デヘスース・アルバレス・ジュニア（Iván DeJesús Álvarez, Jr. , 1987年5月1日 - ）は、 プエルトリコのグアイナボ出身のプロ野球選手（内野手、外野手）。右投右打。現在は、フリーエージェント（FA）。
元メジャーリーガーのイバン・デヘスースを父に持つ。

## 経歴

### プロ入りとドジャース時代
2005年のMLBドラフト2巡目（全体51位）でロサンゼルス・ドジャースから指名され、プロ入り。
2008年にはオールスター・フューチャーズゲームに出場。傘下のAA級ジャクソンビル・サンズで打率.324・出塁率.419を記録し、ドジャースの最優秀マイナー選手に選ばれた。
2009年は招待選手としてドジャースのスプリングトレーニングに参加していたが、本塁クロスプレーで左足を骨折し、シーズンをほぼ棒に振った。オフにドジャースの40人枠に加えられた。
2010年はAAA級アルバカーキ・アイソトープスでプレー。
2011年は開幕ロースター入りし、4月1日のサンフランシスコ・ジャイアンツ戦でメジャーデビューを果たした。ドジャースでは結果を出せず、1年半の在籍で40試合の出場に留まった。

### レッドソックス時代
2012年8月25日にエイドリアン・ゴンザレス、ジョシュ・ベケット、カール・クロフォード、ニック・プントがドジャースに移籍する大型トレードにおいて、ジェームズ・ローニーら4選手と共にボストン・レッドソックスへ移籍した。11月20日に40人枠から外された。

### パイレーツ傘下時代
2012年12月26日にジョエル・ハンラハンらとのトレードで、ピッツバーグ・パイレーツへ移籍した。
2013年は傘下のAAA級インディアナポリス・インディアンズでシーズンを過ごした。シーズンオフにFAとなった。

### オリオールズ傘下時代
2013年12月19日にボルチモア・オリオールズとマイナー契約を結んだ。
2014年は開幕から傘下のAAA級ノーフォーク・タイズでプレー。

### レッドソックス傘下時代
2014年8月30日にケリー・ジョンソン、マイケル・アルマンザーとのトレードで、ジェマイル・ウィークスと共に再びレッドソックスへ移籍。オフにFAとなった。

### レッズ時代
2014年11月23日にシンシナティ・レッズとマイナー契約を結んだ。
2015年は開幕から傘下のAAA級ルイビル・バッツでプレーしていたが、6月3日にマーロン・バードが15日間の故障者リスト入りしたことに伴い、メジャー契約を結んで昇格した。3シーズンぶりにメジャーの舞台に立った同年は、ユーティリティとして自己最多の76試合に出場し、打率.244、メジャー初本塁打を含む4本塁打、28打点という成績を記録した。
2016年も前年を上回る104試合に出場。打撃面では打率.253、1本塁打、20打点、3盗塁の成績を残した。オフの11月4日に40人枠を外れる形でAAA級ルイビルへ配属された後、7日にFAとなった。

### レッズ退団後
2016年12月12日にミルウォーキー・ブルワーズとマイナー契約を結んだ。
2017年はAAA級コロラドスプリングス・スカイソックスで112試合に出場して打率.345、7本塁打、65打点を記録したが、メジャー昇格の機会はなかった。オフの11月6日にFAとなった。
2018年1月16日にボストン・レッドソックスとマイナー契約を結び、同年のスプリングトレーニングに招待選手として参加することになった。この年はAAA級ポータケット・レッドソックスで96試合に出場したが、打率.261、4本塁打、31打点という成績に終わった。オフの11月2日にFAとなった。
2019年3月14日に独立リーグ・アトランティックリーグのロングアイランド・ダックスと契約。10試合の出場後、5月7日にマイナー契約でシカゴ・ホワイトソックスに移籍した。22試合に出場して打率.238、1本塁打、5打点という成績に終わり、7月8日に自由契約となった。7月11日にミネソタ・ツインズとマイナー契約を結びAA級ペンサコーラ・ブルーワフーズに配属されたが、21試合に出場して打率.224、2本塁打、8打点に終わり、8月30日に自由契約となった。
この年以降は、2005/2006シーズンよりほぼ毎年参加しているプエルトリコのウィンターリーグであるリーガ・デ・ベイスボル・プロフェシオナル・ロベルト・クレメンテ（LBPRC）に専念してキャリアを継続している。

## 詳細情報

### 年度別打撃成績
| 年 度    | 球 団    | 試 合 | 打 席 | 打 数 | 得 点 | 安 打 | 二 塁 打 | 三 塁 打 | 本 塁 打 | 塁 打 | 打 点 | 盗 塁 | 盗 塁 死 | 犠 打 | 犠 飛 | 四 球 | 敬 遠 | 死 球 | 三 振 | 併 殺 打 | 打 率 | 出 塁 率 | 長 打 率 | O P S |
| -------- | -------- | ----- | ----- | ----- | ----- | ----- | -------- | -------- | -------- | ----- | ----- | ----- | -------- | ----- | ----- | ----- | ----- | ----- | ----- | -------- | ----- | -------- | -------- | ----- |
| 2011     | LAD      | 17    | 35    | 32    | 2     | 6     | 0        | 0        | 0        | 6     | 1     | 0     | 0        | 1     | 0     | 2     | 0     | 0     | 11    | 1        | .188  | .235     | .188     | .423  |
| 2012     | LAD      | 23    | 37    | 33    | 5     | 9     | 3        | 0        | 0        | 12    | 4     | 1     | 1        | 0     | 1     | 3     | 0     | 0     | 7     | 1        | .273  | .324     | .364     | .688  |
| 2012     | BOS      | 8     | 8     | 8     | 0     | 0     | 0        | 0        | 0        | 0     | 0     | 0     | 0        | 0     | 0     | 0     | 0     | 0     | 6     | 0        | .000  | .000     | .000     | .000  |
| '12計    | BOS      | 31    | 45    | 41    | 5     | 9     | 3        | 0        | 0        | 12    | 4     | 1     | 1        | 0     | 1     | 3     | 0     | 0     | 13    | 1        | .220  | .267     | .293     | .559  |
| 2015     | CIN      | 76    | 222   | 201   | 15    | 49    | 10       | 2        | 4        | 75    | 28    | 0     | 2        | 0     | 1     | 19    | 0     | 1     | 55    | 3        | .244  | .311     | .373     | .684  |
| 2016     | CIN      | 104   | 243   | 221   | 21    | 56    | 10       | 0        | 1        | 69    | 20    | 3     | 1        | 2     | 1     | 17    | 1     | 2     | 51    | 6        | .253  | .311     | .312     | .623  |
| MLB：4年 | MLB：4年 | 228   | 545   | 495   | 43    | 120   | 23       | 2        | 5        | 162   | 53    | 4     | 4        | 3     | 3     | 41    | 1     | 3     | 130   | 11       | .242  | .303     | .327     | .630  |

- 2018年度シーズン終了時

### 背番号
- 13（2011年 - 2012年途中）
- 56（2012年途中 - 同年終了）
- 3（2015年 - 2016年）